# غيمبا الطاغية
غيمبا الطاغية (بالفرنسية: Guimba, un tyran, une époque)‏ فيلم درامي كوميدي مالي باللغة البمبرية (مع بعض مكونات اللغة الفولانية) من إخراج الشيخ عمر سيسوكو سنة 1995.
الكوميديا التهريجية موجودة طوال الفيلم. كما يحتوي السيناريو على العديد من الأقوال المأثورة الأفريقية.
وجد بعض النقاد عناصر من السخرية السياسية في الفيلم، وذلك بسبب مقاومة المخرج عمر سيسوكو للرئيس المالي موسى تراوري.

## القصة
تدور أحداث الفيلم في قرية سيتاكيلي على منطقة الساحل الأفريقي حيث يسيطر عليها رجل يدعى «غيمبا دونبايا» مع ابنه جانغينه.
«كاني كوليبالي» فتاة خُطبت لـ«جانغينه» منذ ولادتها، تصبح «كاني»، فتاة شابة وجميلة فيزداد عدد المعجبين بها ولكن لا يجرؤ أحد على الإفصاح بهذا الإعجاب بسب الإرهاب الشديد الذي يمارسه الطاغية «غيمبا» على أهالي المدينة، وأثناء زيارة ودية لـ«كاني» يعجب «جانغينه» بـ«ميا» أم خطيبته الموعودة، ويرغب في الزواج منها، ولكي يحقق الأب «غيمبا» نزوات ابنه، يقوم بنفي «مامبي»، زوج «ميا»، فيلجأ «مامبي» إلى قرية للصيادين حيث ينظم منها ثورة ضد الطاغية.

## جوائز
- الجائزة الكبرى من المهرجان الأفريقي للسينما والتلفزيون في واغادوغو سنة 1995.

## روابط خارجية
- غيمبا الطاغية على موقع IMDb (الإنجليزية)
- غيمبا الطاغية على موقع روتن توميتوز (الإنجليزية)
- غيمبا الطاغية على موقع ألو سيني (الفرنسية)
- غيمبا الطاغية على موقع Turner Classic Movies (الإنجليزية)
- غيمبا الطاغية على موقع أول موفي (الإنجليزية)
- غيمبا الطاغية على موقع فيلمافينيتي (الإسبانية)
- غيمبا الطاغية على موقع قاعدة بيانات الفيلم (الإنجليزية)
- غيمبا الطاغية على موقع ليتربوكسد (الإنجليزية)
- غيمبا الطاغية على موقع كينوبويسك (الروسية)